# Voo Aerocaribe 7831
O Voo Aerocaribe 7831 foi um voo regular da Aerocaribe do Aeroporto Nacional Francisco Sarabia, Tuxtla Gutiérrez, para o Aeroporto Internacional Carlos Rovirosa Pérez, Tabasco, no México. Em 8 de julho de 2000, o voo 7831 partiu de Tuxtla aproximadamente às 19h30. A aeronave era um British Aerospace Jetstream, com 2 tripulantes e 17 passageiros a bordo. Posteriormente, encontrou condições meteorológicas severas, que o capitão solicitou permissão do controle de tráfego aéreo em Tuxtla Gutiérrez para voar.
O ATC atendeu ao pedido e o voo virou à direita, mas às 19:50 o voo 7831 caiu em uma área montanhosa enquanto descia, explodindo em chamas com o impacto perto de Chulum Juarez, Chiapas. Todos os 19 ocupantes morreram.